# VF-0 フェニックス
VF-0 フェニックス（ブイエフ ゼロ フェニックス / Phoenix）は、2002年から2004年にかけて制作されたOVA『マクロス ゼロ』に登場する架空の兵器。「バルキリー」の通称で呼ばれる可変戦闘機（ヴァリアブル・ファイター=VF）のひとつで、ファイター（戦闘機）、バトロイド（人型ロボット）、両者の中間形態であるガウォークの3形態に変形する。
劇中では主人公が所属する地球統合軍の機体で、「マクロスシリーズ」第1作の『超時空要塞マクロス』より登場する「VF-1 バルキリー」の試作機という設定。愛称（ペットネーム）の「フェニックス」は、「不死鳥」または「火の鳥」と呼ばれる伝説上の鳥の名。
メカニックデザインは、原作と監督を兼任している河森正治。

## 概要
「マクロスシリーズ」20周年記念作である『マクロス ゼロ』の主役機。同作は、『超時空要塞マクロス』（2009年）よりも約一年前の時代（2008年）が舞台であることから、VF-1 の前型である本機が新たにデザインされた。河森正治は「変形機構の設定についてはVF-1で一度やっている分、基本的には楽だった」と語っており、VF-1の変形機構が元になっているために「問題なく変形できることが分かりきっていた」としてレゴブロックによる試作品は製作されず、設定画だけが起こされた。VF-1よりも機体が薄くなるようにパンケーキ部（エンジンの間の部分）が格納された腕と重ならないように配慮され、「腕の内部に手を引き込む必要がなくなる」、「バトロイド時のキャノピーカバーがコックピット後方に収まる」など、VF-1よりも改良されている。また、VF-1と印象を変えるために、背面にはコンフォーマル・タンクが追加された。劇中でロイ・フォッカーが搭乗する指揮官用のS型や、一般用のA型はVF-1同様の可変後退翼だが、主人公・工藤シンが中盤に搭乗するD型はクリップドデルタ翼となっている。
結果的に後継機のVF-1よりも新型らしいデザインとなったが、河森は「最初はVF-1より古めかしくデザインしたところ、F-14に似すぎてしまい、リアルではあるが主役メカらしくなかった」と語ったうえで、「ショーモデルの車で未来的な技術を使いながらも、市販車では搭載されないことがある」という例を挙げ、「試作機の方が新技術を使っている部分もある」と解説している。
愛称の「フェニックス」は関連メディアで後付けされたものであり、劇中では「ゼロ」または「VF-0」と呼ばれる。作中のモニターでも、「Type:VF-Zero VALKYRIE」と表記されている。
プラモデルや玩具などの商品化も積極的に行われ、航空機のスケールモデル製造に実績を持つ老舗ハセガワや、玩具メーカーのやまとなどから発売されている。プラモデルはファイター形態とバトロイド形態のそれぞれが商品化されており、劇中未登場のVF-0BやVF-0Cといったバリエーションも発売されている。
『スーパーロボット大戦Scramble Commander the 2nd』、『マクロスエースフロンティア』、『マクロスアルティメットフロンティア』、『Another Century's Episode:R』などのゲーム作品にも登場する。

## 機体解説
地球統合軍がVF-1 バルキリーの前段階として製造した試験機。のちに反統合同盟軍が自軍製VFであるSV-51を先に完成させた事態を受け、統合軍は急遽この試験機を改造したVF-0を30機ほど製造し、試験的実用部隊を編成した。このため、本機は試作機の中でも「先行量産型」に近い位置づけとみなされる。なにぶん急な話であったため、製作した試作機をごっそり運用現場である空母「アスカII」に運んだだけでなく、中島雷造技術主任などの開発技術者も同様に送り込み、微調整や不具合の改修、整備にあたらせた。
VF用の小型熱核反応タービンエンジンがまだ実用段階に達していなかったため、代用として従来型ジェットエンジンの中で最大級の推力を持つ EGF-127ターボファンエンジン をオーバーチューンして搭載している。したがって、大気圏内での無補給飛行能力や大気圏外活動能力は有していない。また、限界まで出力を搾り出したため燃費が非常に悪いうえ、変形機構の都合で燃料搭載スペースが限られているため航続距離は1990年代末に実用化されたF-14後継機F/A-18Eの7割以下しかない。このため、作戦行動中は空中給油機の支援が不可欠となる。さらにVF用のアビオニクスが未完成であったため、操縦性にも難がある。メインノズルは推力偏向機能を有しており、コブラなどの変則マニューバもこなす。デリケートなエンジン、不慣れなバトロイド形態と相まって、その性能を充分に引き出せたのは、VF-X1のテストパイロットで実験部隊を率いた統合軍のエース・パイロット（撃墜王）であるロイ・フォッカー少佐のみといわれている。
エンジン規模と燃料タンクに合わせ機体はVF-1 (14.62メートル) よりも一回り大きくなり、2000年代初頭の主力戦闘機とほぼ同規模となったため、かなりの装備を既存の戦闘機用部品から流用することができた。そこにVF-1とほぼ同様の3段変形機構やレーザー砲などのオーバー・テクノロジーが投入され、バトロイド形態では余剰出力を利用したSWAGエネルギー変換装甲により、部分的ながらも戦車並の強度を得ている。ただしファイター形態では基本的にエネルギー変換装甲が働いていないので、飛行速度がマッハ1.6以上になると変形できない。また、アクティブステルス “ASS/PS110”装置も備えている。後継機には採用されなかった独自の機能として、EGF-127の発電能力を活かすために機体に搭載された大容量エネルギーキャパシターへと、発電されたエネルギーをため込み、ファイター形態時にも短時間のエネルギー変換装甲を起動する「マイティウィング・モード」がある。本来は宇宙戦も想定していたため各部の気密性も高く、水面下20メートル程度までならばインテークを閉じた「サイレント・モード」で数分程度の水中行動が可能である。これらから、在来機と新世代機の中間に位置する過渡的な機体と形容される。
固定武装としてモニターカメラ兼銃座（バトロイドの頭部）にマウラー製レーザー機銃を装備（型式により搭載数は異なる）。標準武装として35ミリ3銃身のガトリング砲ガンポッドと空対空ミサイル12発（左右主翼下4つのハードポイントに各3発ずつ）を装備する。
追加兵装システムとして、ファイター形態時の機動性向上を目的としたFASTパック（スーパーパーツ）、バトロイド形態時の武装・装甲強化に特化したプロテクター・ウェポンシステム（通称「リアクティブアーマード」。リアクティブアーマーを利用した追加装甲パーツ）などが考案され、これらの装備は後継のVFシリーズにも受け継がれることとなった。

### スペック表の企業名に関して
公式サイトなどで発表されている機体スペック表には開発メーカーが設定され記載されている。従来の「マクロスシリーズ」では、バルキリーの開発や製造に携わったメーカーとして、ノースロップ・グラマンは「ノースロム」、ロックウェル・インターナショナルは「ストンウェル」と、実名をもじった企業名がつけられていたが、『ゼロ』では、実在の企業名が表記されている（「マウラー」だけは実在社名マウザーではなくもじった名称のままである）。また、ガトリングガンポッドのメーカー名は従来、ヒューズ社創業者の息子で現代アメリカ航空業界の父であるハワード・ヒューズのファーストネームを選択し企業名としていたが、今作では社名そのままのファミリーネームを登場させている。
また、VF-0の開発企業の一部には「新星」という企業名があるが、これは新星インダストリー合併前の「新星」社とされている。

### 劇中での活躍
実験部隊の移動基地となった統合軍空母アスカには、各地から優秀で若いパイロットが集められ、訓練が繰り返されていた。そして2008年7月、マヤン島沖のプロトカルチャー遺跡争奪戦へ派遣され、SV-51と史上初のVF同士の戦闘が繰り広げられる。なお、この争奪戦は統合軍の極秘事項として長く封印されたため、本機も幻の機体として眠ることになるが、VF-0で培われた技術および実戦データはVF-1に引継がれ、その開発に貢献することになる。
後年の時期を描いた『超時空要塞マクロス THE FIRST』では、SDF-1進宙式エピソードである第5巻の時期においても引き続き運用生産が行われており、劇中では統合軍CNVアスカII同型艦「クラーフ・ツェッペリン」の艦載機などが登場し、SDF-1の周囲を警備を行う。
半世紀後の2059年を舞台とした『マクロスF』の時代には、マヤン島の事件やVF-0の存在も公にされており、劇中で本作のエピソードが映画化された際は、実機が失われて存在していなかったため、最新鋭の機体ながら似たシルエットを持つVF-25 メサイアを撮影した映像を、CGで後加工してVF-0に見せる手法を取ることが示される。
2060年の惑星ウロボロスを舞台とした『マクロス30 銀河を繋ぐ歌声』では、レプリカモデルが販売されたと設定されており、S.M.Sやバンデット、ハーヴァマール所属機が登場する。

## バリエーション
VF-0A
単座可変翼機。標準型としてシリーズ中最も多く生産、配備されたタイプ。頭部レーザー機銃は1門。推定生産機数は24機。その多くがSV-51との交戦で撃墜または破損したといわれる。
VF-0S
指揮官仕様機。A型と頭部の形状が異なり、レーザー機銃が2門に増設されている。限りなくハンドメイドに近いVF-0は、生産された機体ごとの最大推力・スロットル反応速度・機体安定性等の性能に差異が生じていた。S型は基本的にA型と機体構造は共通だが、生産段階で総合的に優れた個体を選抜、編隊指揮システムを増設して専用頭部に換装し、飛行技能に優れたパイロット用に操縦システムのリミッターをデフォルトで解除した機体である。推定生産機数4機。うち1機がプロトカルチャー遺跡争奪戦にて失われる。
VF-0S フォッカー機
スカル小隊長のロイ・フォッカー機はグレー地に黒と黄色のラインマーキングが、キャノピーカバーと尾翼には骸骨のマーキングが入っている。わざと目立つカラーリングになっているのは統合戦争で熟練パイロットが死に、練度の低い若いパイロットが多かったため、自分が目立つことで敵の目を引き付けようとしたからだとされている。
VF-0B
A型の複座タイプだが、航続距離や電子戦能力の不足からマヤン島沖での実戦投入が見合わされた機体。代わりにVF-1の宇宙空間運用のテストベッドとして宇宙実験機隊が編成され、さまざまなテストとデータ採取が行われた。
本機は劇中には登場しないが、プロモーション用ポスターなどに描かれた設定上の機体で、ハセガワから模型化もされている。
VF-0D
A型・S型のさらなる性能向上を目指したタイプ。攻撃・電子戦能力を強化したが、軍部の強い主張により複座型の機体を採用した。エンジン、基本武装はA型とほぼ共通だが、高機動用のカナード翼をエアインテーク上下に2対備え、主翼は「可変翼を廃し」、前縁後退角50度の、ドッグトゥースを持つ大面積クリップドデルタ翼を採用。その結果、原型と大きく異なる外観を持つに至った。ファイター形態時の最高速度はA型、S型より若干劣るものの、上昇力と空戦機動性ではこれを凌ぎ、航続距離も伸びている。
ただし、バトロイド形態時の運動性能は「主翼の収納形態の差」によってA型よりも低下し、格闘戦においてハンディとなる点も指摘された。空母アスカでは、主にF-14などの現用戦闘機から可変戦闘機に機種転換したパイロットたちの訓練機として位置づけられている。
VF-0D シン機
工藤シン、エドガー・ラサールの機体にはブルーを基調とする独自のカラーリングが施されている。
VF-0C
D型の単座仕様。一度は開発が見送られたが、海兵隊からの強い要望により再度開発が承認されたという経緯がある。VFの必要性による要望というよりは、地球統合以前の各国軍から引き継がれ使用されていたハリアーおよびシーハリアーの老朽化に伴い、これらの装備を一新したいという思惑によるものである。
この機種もB型同様本編未登場のバリエーション。ハセガワでのプラモデル展開用に作り起こされた設定である。
VF-0改 ジーク
小説『マクロス・ザ・ライド』に登場。『マクロス ゼロ』から50年後の2058年には既にVF-0の実機は存在していなかったが、ロビンズ整備会社の女性社長カトリ・ブラウン・ロビンズがVF-0Aの残骸を偶然発見し、密かにレストアしていた。これをベースにマクロス・フロンティア船団の総合機械メーカーL.A.I社とマクロス・ギャラクシー船団の可変戦闘機開発工廠「ガルドワークス」からの協力を受け完成した。機体サイズが近いVF-25Fから頭部/主翼/脚部などを含む全体の70%程が流用されており、エンジンのステージII熱核バーストタービン FF-3001Aや、慣性蓄積コンバーター「ISC」・非接触式のリニア・アクチュエーターなど、最新技術も惜しみなく投入。統合軍最古のVFでありながら、2050年代後半の最新鋭機に匹敵する性能を得ている。各形態のシルエットは原型機からあまり変化していないが、主翼の形状やバトロイド形態時の収納方法はVF-25に近い。頭部のセンサー形状も、VF-25Fと同系列のゴーグル型となっている。
バンキッシュ・レーサー、ハクナ・青葉が、大破した愛機VF-1X++に次いで搭乗する。愛称の「ジーク」は、同業者のチェルシー・スカーレットのAI「ブリュンヒルデ」と対を成す英雄「ジークフリート」に由来する。
VF-0 フェニックス・レプリカ
西暦2060年を舞台とする『マクロス30 銀河を繋ぐ歌声』に登場。民間軍事会社S.M.Sウロボロス支社の所有するイベント用のレプリカ機。反応エンジンを搭載している。ガンポッドのほかにのドラグノフ・アンチ・マテリアル・スナイパーライフルを装備する。当初は変形機構が作動しておらず、バトロイド形態でしか運用できなかったが、修理することで変形可能になる。
2058年のバンキッシュ・レースにVF-0が出場したため話題になり、販売されるようになった。あくまでレプリカであり外見はVF-0だが、中身はVF-1CとVF-5000用の部品が多数使われている。

## 追加・拡張装備
PWS-0X リアクティブアーマー
VF-1のGPS-1S（プロテクター・ウェポンシステム、いわゆるアーマード装備）に相当する、バトロイド形態用の全身装甲兵装システム。両肩と胸部にはマイクロミサイルランチャーを備え、腰部にはハンドグレネードを複数装備しており、これは手で引き出して敵へ投げつける。大重量化した機体を支えるため、背部に増設されたジャンプ・ブースターは、機体の機動性と運動性をある程度確保し、その直上には背部をカバーするためのセンサーユニットが設置されている。その名のとおり、各所に爆発反応装甲を採用しており、緊急時には装甲のパージが可能である。
『マクロス・クロニクル』では、PWS-0Xの型式が与えられている。
ファストパック
ミサイルポッドと燃料タンクを兼ねた追加装備。マヤン島事件の時点では両エンジンナセル（脚部）用のパーツしか完成していなかったとされているが、その完成形がどのようなものだったかは不明。
『マクロス30 銀河を繋ぐ歌声』では、S.M.Sのウロボロス支社にてレストアされたVF-0の追加装備として再現される。
ゴーストブースター
空母アスカで応急措置的に考案された仕様。VF-0シリーズ用追加兵装パックの開発は進行していたが、VF-1用の開発データをフィードバックする形で行われており、マヤン島での戦闘時に完成していたのは両エンジンナセル（脚部）用のパーツのみで、ツインブースターを装備したSV-51に限界性能の差をつけられる事態が生じる。そこで、空母アスカの中島雷造班長率いる整備員たちは、高出力ターボファンジェットを持つ無人戦闘偵察機「QF-2200A ゴースト」を丸ごと追加ブースターとして機体背面に接続するという案を編み出す。ゴースト本体のエンジンにもチューンを施した結果、通常時の推力は20パーセント増し（アフターバーナー使用時は90パーセント増し）となる。劇中では後述の特攻突撃仕様として登場するが、設定画ではゴーストブースターのみを装備したものが存在する。
特攻突撃仕様
前述のファストパックをエンジンナセルに、ゴーストブースターを機体背面に装備し、この余剰出力を頼みにミサイルポッドや増装タンクを最大限に搭載した状態。ゴーストの装着や追加兵装による形状の変化によってステルス性は失われたも同然の状態となったうえ、ミサイル兵器の消費による重量バランスの変化と限界近くまでオーバーチューンしたゴーストの極端な出力特性から、機体の挙動予測は非常に困難になった。シミュレーションで行われた飛行特性データの投入や自己学習型の空戦機動システムの補助は有るものの、結局はパイロットの技量を信じて機体を託すしかないのが実情であった。この決戦用の特別仕様機はA型とS型の各1機ずつが改造され、工藤シンとロイ・フォッカーの手に委ねられる。

## 関連書籍
ヴァリアブルファイター・マスターファイル VF-0 フェニックス 始まりの不死鳥
2012年9月30日ソフトバンククリエイティブ刊。編集・製作はGA Graphic編集部。
VFシリーズが実在したらという想定で書かれた架空の航空専門書でヴァリアブルファイター・マスターファイルシリーズ第5弾として刊行。2040年のマクロスシティで刊行されたという設定で開発の歴史、武装、アーマードパック、バリエーションなどが詳細に記述されている。VF-0のあった統合戦争から30年が経過した後で、機体の復元作業工程を主軸として、第一次星間大戦により散逸していた資料や機密公開された文書を収集して本を書いたという体裁で、掲載されている写真は残っていたものを復元したという設定になっている。VF-0だけでなく、『マクロス ゼロ』に登場したF-14、SV-51、また後継機であるVF-3000 クルセイダーなどにも触れられている。筆者は千葉昌宏、二宮茂幸、岡部いさく、大里元、橋村空。
従来のマスターファイル同様「公式設定」ではないと断り書きがされている。以下、本書のオリジナルバリエーション。
YVF-X-0
F-14++アドバンスドトムキャットを分解・改造し、変形システムを組み込んだ機体。VF-0の試作1号機から6号機にあたる。
YVF-X-0B
新造のVF-0の試作型。反統合同盟がSV-51を完成させたため、急遽VF-0として実戦投入される。VF-0の試作7号機から18号機にあたる。
VF-0-NF
試作型の反応エンジンFF-1999を搭載したテスト機。大気圏内でのテスト後に軌道上の宇宙空間でのテストを行った。
VF-0A+
完成した反応エンジンを搭載したVF-0の一般機。この中でも2種類が存在し、初期の換装される形でEGF-127改とほぼ同サイズのプロトタイプのFF-1999を搭載された先述のVF-0-NFに近い仕様と、後期のVF-1用のより小型なFF-2001を新造した脚部に縦2列にタンデム(両足で計4基)搭載した仕様に分かれる。またVF-0S+共々、それまでのVF-0では各形態で独立して用意されており無駄の多かった機体制御システムが、VF-1に搭載された機体統合管理制御システム"ANGIRAS (Anti Newmann-type Generalize Intergrated Renomarization Aided System) "の原型であるプロトタイプANGIRAS、通称"ANGIRAS-ZERO"に一本化されており、一つのシステムでシームレスに機体のコントロールが出来るようになっている。
VF-0S+
完成した反応エンジンFF-2001を各脚タンデム2基(合計4基)搭載したVF-0の指揮官機。この機体にもANGIRAS-ZEROが搭載されている。
VF-0A ザ・ノスタルジア
マヤン島での戦いで損耗し使用不能になった後、統合軍によってエドワーズ空軍基地に保管されていたVF-0Aの13号機と7号機の残骸を元にして、新星インダストリーの有志達がプライベートで可能な限り制作当時の仕様通りの再現を追求して復元／レストアした機体。2025年3月29日に修復が開始され、2033年10月22日に修復が完了し初飛行。発見された機体は2機ともA型であり、当然レストアされた機体もA型だが、戦勝25周年を記念して2035年3月にマクロスシティ上空を飛行した際は、S型頭部のレプリカと黒・黄色のカラーリングによってロイ・フォッカー機を再現している。
超時空要塞マクロス THE FIRST
VF-1シリーズの量産、配備が開始された2008年においても引き続き統合軍で運用されており、単行本5巻では南アタリア島でのSDF-1 マクロスの進宙式典警備に登場。進宙式典直前となる西暦2008年12月24日深夜の反統合勢力による襲撃に緊急発進するものの、上空から強襲してきたSV-51に撃墜される。時系列的には前述の反応エンジン搭載の+型のはずだが、同巻巻末解説では大気圏内での運用のみと示準されている解説されている。恐らく反応エンジンが実装されている機体が少数止まりだったのか、あるいは素のVF-0の基本構造自体が無改造では宇宙航行に対応しておらず、反応エンジンへの換装だけでは大気圏内でしか運用できなかったものと思われる。

## 商品化
ハセガワからは1/72プラモデルが発売されている。
やまとからは1/60の可変トイが発売されている。当初の予定では差し替え変形だったが、すでに1/48完全変形VF-1が存在し、サイズが1/48VF-1と変わらないことから完全変形に変更された。その後1/60で完全変形トイがシリーズ化されるきっかけとなった。